# Alfredo Schiuma
Alfredo Luis Schiuma (* 25. Juni 1885 in Spinazzola; † 24. Juli 1963 in Buenos Aires) war ein argentinischer Komponist italienischer Herkunft. Alfredo Schiuma war der Bruder des Musikschriftstellers Oreste Schiuma.

## Leben und Werk
Alfredo Schiuma wurde 1885 im italienischen Spinazzola geboren. Im Alter von drei Jahren wanderte er mit seiner Familie nach Argentinien aus. Alfredo Schiuma war Schüler von Luigi Romaniello in Buenos Aires. Er gründete später in dieser Stadt eine private Musikschule. Er wirkte in Buenos Aires als Professor für Komposition. Einer seiner Schüler war der Gitarrist Adolfo Victoriano Luna (1889–1970), der sich zu einem hervorragenden Komponisten entwickelte.
Alfredo Schiuma schrieb acht Opern, ein Ballett, vier Symphonien, weitere Orchesterwerke, Kammermusik und mehrere Orchesterlieder.